# Beltinci
Die Ortschaft Beltinci (deutsch (historisch): Altfellsdorf) ist Hauptort und Verwaltungssitz der Gemeinde Beltinci im nordöstlichen Teil Sloweniens – rund 50 km östlich der Stadt Maribor (Marburg an der Drau) und in unmittelbarer Nähe der Grenzen zu Ungarn im Osten und Kroatien im Süden.
Sie gehört zur historischen Landschaft Prekmurje, Region Pomurska.

## Sehenswürdigkeiten

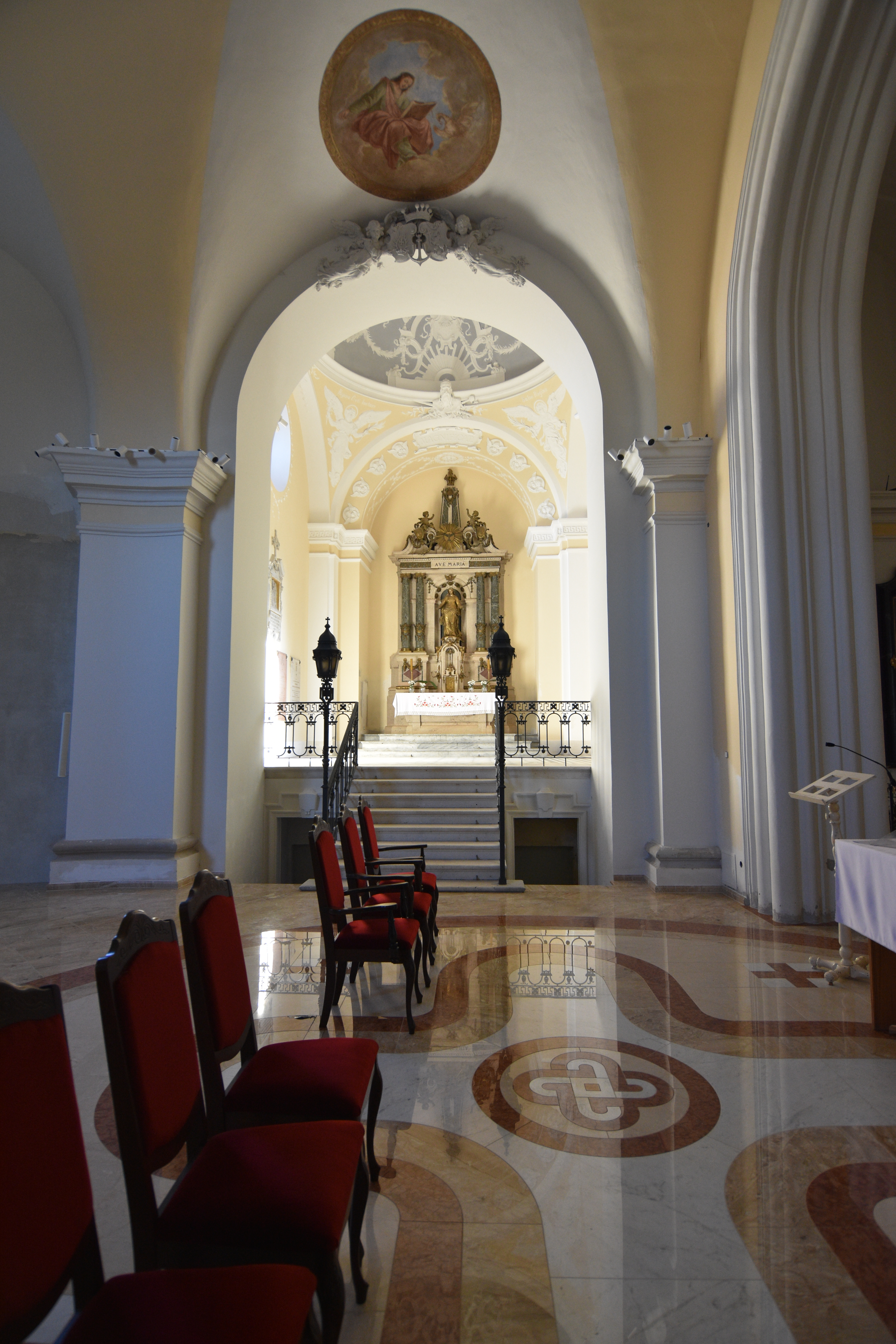
Kirche St. Ladislaus

- Kirche St. Ladislaus
- Burg Beltinški Grad
- Station von ND Beltinci